# Fritz von Hacht
Fritz von Hacht (* 3. Januar 1898 in Hamburg; † 1. Januar 1988 ebenda) war ein deutscher Widerstandskämpfer gegen den Nationalsozialismus, Kommunalpolitiker und Gewerkschafter.

## Leben und Wirken
Fritz von Hacht war der Sohn eines Kohlenhändlers. Sein Vater und Großvater stammten von der Veddel, wo auch Fritz von Hacht geboren wurde. Seine Mutter arbeitete als Dienstmädchen. Nachdem der Vater 1900 verstorben war, heiratete seine Mutter in zweiter Ehe einen Schiffszimmermann. Fritz von Hacht verbrachte die Kindheit in Rothenburgsort. Das Einkommen seines Stiefvaters reichte kaum aus, um die Familie ernähren zu können. Da er sich gewerkschaftlich engagierte, wurde er zudem oftmals ausgesperrt und entlassen. Fritz von Hacht übernahm daher bereits im Kindesalter Hilfstätigkeiten und trug Zeitungen aus.
In der Schule galt von Hacht als talentierter Zeichner. Er hätte daher gerne den Beruf eines Kunstmalers erlernt und hatte Aussicht auf ein entsprechendes Stipendium. Sein Stiefvater sah dies jedoch als „brotlose Kunst“ an und empfahl seinem Stiefsohn, eine Berufsausbildung zu absolvieren, um zum Lebensunterhalt der Familie beitragen zu können. Fritz von Hacht kam dem Willen seines Stiefvaters nach und begann eine Ausbildung zum Kupferschmied. Sein Arbeitgeber und dessen Ehefrau beschäftigten von Hacht in ihrem Haushalt und gaben ihm Aufgaben, die nichts mit der Berufsausbildung zu tun hat. Zudem schlugen sie ihn mehrfach. Fritz von Hacht brach die Ausbildung daher ab und arbeitete in der Folgezeit als Bote, Hausdiener und Hilfsarbeiter auf Baustätten.
Während des Ersten Weltkriegs musste von Hacht Kriegsdienst leisten. Er erhielt eine kurze Ausbildung und kämpfte anschließend an der Westfront, wo er im Herbst 1917 in Flandern verwundet wurde. Nach der Genesung folgten keine weiteren Kampfeinsätze. Kurz nach Ende des Ersten Weltkriegs nahm von Hacht eine Stelle in der Dreherei der Firma Nadge & Neffen in Rothenburgsort an. Dort traf er die Kranführerin Erna Behrens, die er 1919 heiratete. 1920 bekam das Paar die Tochter Melanie, drei Jahre später den Sohn Fritz. Von 1921 bis 1927 arbeitete von Hacht bei der Firma Hugo Stoltzenberg, gefolgt von einer Stelle als Lagerverwalter bei der Großeinkaufs-Gesellschaft Deutscher Consumvereine.
In Fritz von Hachts Familie galt eine Mitgliedschaft in der SPD und gewerkschaftliches Engagement als selbstverständlich. Sein Großvater Peter von Hacht hatte die SPD-Ortsgruppe auf der Veddel mitgegründet. Fritz von Hacht hatte als Kind gemeinsam mit seinen Geschwistern Flugblätter der Partei verteilt. In seinem sechsten Lebensjahr war er in die Freie Turnerschaft Hammerbrook-Rothenburgsort eingetreten. Der Verein gehörte zur Arbeitersportbewegung. Seit 1912 gehörte er der Sozialistischen Arbeiter-Jugend und dem Deutschen Transportarbeiterverband an. Politisch aktiv engagierte sich von Hacht seit Ende des Ersten Weltkriegs. 1918 hatte er gemeinsam mit anderen Bürgern eine Wehr gegründet, um die Novemberrevolution zu schützen. 1920 beteiligte er sich an Streiks gegen den Kapp-Putsch. Seit 1919 leitete er die Bezirksgruppe der SPD in Rothenburgsort und engagierte sich seit 1924 im Reichsbanner Schwarz-Rot-Gold. Aufgrund seiner SPD-Zugehörigkeit kündigte ihm sein Arbeitgeber 1933.
Fritz von Hacht beteiligte sich schon kurz nach der Machtergreifung durch die Nationalsozialisten an illegalen Widerstandsbewegungen. In Rothenburgsort besuchte er geheime Zusammenkünfte der SPD. Von Hacht erstellte und verteilte verbotene Schriften und Flugblätter. Er bot den Aktivisten auch die eigene Wohnung als Treffpunkt an. Walter Schmedemann koordinierte die Aktionen, die in mehreren Hamburger SPD-Bezirken durchgeführt wurden. Am 5. Februar verhaftete die Gestapo Fritz von Hacht und verbrachte ihn in Einzelhaft im KZ Fuhlsbüttel. Durch schwere Misshandlungen versuchte die Gestapo, Aussagen von Hachts zu erwirken. Das Hanseatische Oberlandesgericht verurteilte von Hacht im August 1935 aufgrund seiner Widerstandstätigkeiten zu anderthalb Jahren Zuchthaus.
Obwohl es verboten war, hatten Fritz von Hacht und seine Ehefrau die Kinder in den Traditionen der Arbeiterbewegung erzogen. Melanie von Hacht hatte 1934 an einem verbotenen Lehrgang zur Jugendweihe teilgenommen, den der entlassene ehemalige Bürgerschaftsabgeordnete Max Zelck leitete. Im März 1935 fand die Abschlussfeier in der Schilleroper statt. Die Familie von Hacht gab dies in einem Brief bekannt. Die Gestapo fand das Schreiben, ersetzte darin das Wort „Jugendweihe“ durch „Konfirmation“ und misshandelte Fritz von Hacht aufgrund des Schreibens zusätzlich während seiner Haftzeit.
Nach der Haftentlassung am 7. August 1936 galt Fritz von Hacht als verurteilter Hochverräter und somit als „wehrunwürdig“. Er fand eine Stelle bei der Norddeutschen Affinerie. Die Familie überlebte äußerst glücklich die Operation Gomorrha, während der Rothenburgsort größtenteils zerstört wurde. Nach Ende des Zweiten Weltkriegs zog Fritz von Hacht nach Bergedorf. Hier arbeitete er im Wohnungsamt des Bezirksamtes. Er engagierte sich kommunalpolitisch in der SPD und der Gewerkschaft Öffentliche Dienste, Transport und Verkehr. Er übernahm verschiedene Funktionen und Ämter und in den 1950er Jahren den Vorsitz des Personalrates der Gewerkschaft.
Fritz von Hacht starb am Neujahrstag 1988 in seiner Geburtsstadt. An den ehemaligen Widerstandskämpfer erinnert seit 1995 der Von-Hacht-Weg in Neuallermöhe. Seine Grabstelle befindet sich auf dem Friedhof Ohlsdorf im Bereich des Ehrenfeldes der Geschwister-Scholl-Stiftung.